# Lumière dans le noir
Lumière dans le noir è un album di Zachary Richard, pubblicato dalla Musicor Records nel 2007. Il disco fu registrato al : "Boudreaux Studio" (Scott, Louisiana), "Nappy Dugout" (New Orleans, Louisiana), "Outre Le Mont" (Montreal, Canada), "Planete Sun" (Puteaux, Francia), "Right Track" (New York, Stati Uniti), "Storyville" (New Orleans, Louisiana, Stati Uniti), "Studio Ephemere" (Astaffort, Francia), "Studio Frisson" (Montreal, Canada), "Studio Plus XXX" (Parigi, Francia), "Wheeler Lane" (Hamilton, Ontario, Canada).

## Tracce
1. Dans mon rêve – 4:37 (Zachary Richard)
2. La Ballade de DL-8-153 – 4:59 (Zachary Richard)
3. Ekuan Ishpesh – 4:34 (Zachary Richard, Florent Vollant)
4. La Ballade de François Paradis – 5:29 (Zachary Richard)
5. Île Dernière – 5:16 (Zachary Richard)
6. Ô, Jésus – 4:34 (Pierre Grosz, Zachary Richard)
7. Je voudrais aimer – 4:13 (Zachary Richard)
8. La Ballade de Jackie Vautour – 4:12 (Zachary Richard)
9. La Liberté – 4:06 (Zachary Richard)
10. La Promesse Cassée – 4:54 (Francis Cabrel, Zachary Richard)
11. Le Souvenir – 4:57 (Zachary Richard)
12. Lumière dans le noir – 4:04 (Zachary Richard)
13. Ma maison étrangère – 4:43 (Zachary Richard)
14. Mama Luna – 4:43 (Zachary Richard)

## Musicisti
- Zachary Richard - voce, chitarra acustica, pianoforte,
- Michel Pepin - chitarra, dobro, basso
- Stéphane Sanseverino - chitarra
- Hervé Pouliquen - chitarra
- Sylvain Quesnel - chitarra
- Herve Legeay - chitarra
- Eric Sauviat - chitarra acustica, chitarra elettrica, dobro
- Bill Dillon - chitarra acustica, chitarra elettrica, autoharp, mandolino, guitorgan, basso
- Freddy Koella - chitarra acustica, violino
- Sonny Landreth - chitarra slide
- Waylon Thibodeaux - violino
- Christophe Cravero - violino
- Wynton Marsalis - tromba
- David Torkanowsky - pianoforte, tastiera
- G.P. Crémonini - basso
- Nicolas Fiszman - basso
- Roland Guerin - basso
- Kyle Herbert - basso
- Mario Legare - basso
- Laurent Vernerey - basso
- Denis Courchesne - batteria, percussioni
- Denis Benarrosch - batteria, percussioni
- Francis Fillion - batteria
- Stanton Moore - batteria
- Mike Dillon - percussioni
- Ani DiFranco - voce
- Theresa Andersson - accompagnamento vocale, coro
- Lucy Burnett - accompagnamento vocale, coro
- Charles Elam III - accompagnamento vocale, coro
- Phillip Manuel - accompagnamento vocale, coro